# Polýgyros
Polýgyros (grec moderne : Πολύγυρος) est une ville grecque, située dans le dème du même nom, chef-lieu du district régional de Chalcidique en Macédoine-Centrale. 
La ville est bâtie en forme d'amphithéâtre sur un plateau au sud-ouest du Cholomon.

## Personnalités liées à Polygyros
- Manolis Mitsias (né en 1946 à Doubia - Doumbiá), chanteur